# Pia Kronqvist
Pia Ullasdotter Kronqvist, född 16 februari 1965, är en svensk VD, kulturledare och tidigare teaterchef.

## Biografi
Pia Kronqvist tillträdde som VD för Folkoperan i Stockholm hösten 2008 och behöll positionen fram till senvåren 2016. Före detta befattning var hon VD för Cirkus Cirkör från 2005. Kronqvist har även haft betydande roller inom filmindustrin och fungerade som vice VD på Agaton Film och Television. Hon har också varit medlem i Sveriges Radios styrelse.
År 2016 övertog Pia Kronqvist rollen som VD för Scenkonst Öst, ett av Sveriges största scenkonstbolag, som inkluderar Norrköpings Symfoniorkester, Östgötateatern, Ung Scen Öst och Östgötamusiken. Under hennes ledarskap fokuserade hon på att skapa förutsättningar för verksamheten efter pandemin och förlängde kontrakten för nyckelpersoner inom organisationen.
Efter sju framstående år som VD för Scenkonst Öst meddelades att Pia Kronqvist skulle lämna befattningen. Hon spelade en avgörande roll i sammanslagningen av Östgötateatern och Norrköpings Symfoniorkester och var en drivande kraft för att säkra verksamhetens framtid.
I januari 2024 kommer Pia Kronqvist att tillträda som VD för Tom Tits Experiment, vilket markerar en ny fas i hennes karriär inom kultursektorn.
Utöver sitt engagemang inom teater och film har Pia Kronqvist även suttit i olika styrelser, inklusive Svensk Scenkonst, Film Stockholm och Sveriges Radio.